# Partido di Mar Chiquita
Il partido di Mar Chiquita è un dipartimento (partido) dell'Argentina facente parte della provincia di Buenos Aires. Il capoluogo è Coronel Vidal.